# Intel Viiv
Intel Viiv (pronucia-se Váive), é um conceito (como da plataforma Centrino), um "rótulo" para computadores de entretendimento digital, ou seja, computadores do tipo Media Center onde é possível ver TV, Filmes, Fotos, e ouvir música de um modo mais intuitivo. Nesse campo, seu único rival é a AMD, que lançou o mesmo conceito, porém com especificação diferente, chamada "AMD Live!".

## Requerimentos
Para um computador ser compatível com o Intel Viiv é necessário ter:
- Um dos processadores:
  - Pentium Extreme Edition.
  - Pentium D.
  - Core 2.

- Um dos chipsets:
  - Intel 955X.
  - Intel 945G.
  - Intel 945P.
  - Intel 945GT.
  - Intel 945GM.
- Nos chipsets é necessário que a ponte sul seja ICH7-DH.

- Umas das conexões de rede:
  - Intel PRO/1000 PM.
  - Intel PRO/100 VE.
  - Intel PRO/100 VM.

- Sistema operacional:
  - Windows XP Media Center Edition.

## Ligações Externa
- Página Oficial